# Hynčice (okres Náchod)
Obec Hynčice (německy Heinzendorf) se nachází v okrese Náchod, kraj Královéhradecký. Žije zde 182 obyvatel.

## Poloha
Obec Hynčice leží v západní části Broumovského výběžku při řece Stěnavě a jsou nejmenší obcí Broumovského výběžku.

## Historie
První písemná zmínka o obci pochází z 31. srpna 1255 z předávacího spisu opata břevnovsko-broumovského kláštera Martina vůdci kolonistů Frichelovi. Udává se rozloha 140 ha, která byla předána do užívání německým kolonistům. Urbář z roku 1406 uvádí 3 láníky a 63 ha rozdělené mezi malé vlastníky. Celkem asi 100 ha obdělávané půdy. Berní kniha z roku 1674 a urbář z roku 1676 uvádí v obci 10 sedláků, 10 chalupníků a 25 stavení.
V roce 1680 se poddaní z Hynčic účastnili povstání proti vrchnosti. V letech 1741–1763 postihly Broumovsko Slezské války. Místu nad Hynčicemi se říká Laudonovy valy. V roce 1860 založili bratři Heinzelové přádelnu lnu a později přistavili i tkalcovnu. Výroba byla ukončena v roce 1957.
V šedesátých letech 20. století byla obec připojena obci Ruprechtice a později ke střediskové obci Meziměstí. Od roku 1992 je samostatnou obcí.
Obec v roce 1979, 1997 a 2024 postihly rozsáhlé záplavy.

## Doprava
V obci se nachází železniční stanice Hynčice na trati 026 Týniště nad Orlicí–Broumov. První vlak projel Hynčicemi v roce 1875.
Obcí prochází silnice III/30326 z Meziměstí do Broumova.

## Turistika
Obcí prochází  červená turistická značka a dvě cyklotrasy 4020 (Stolové hory) a  4002.

## Partnerské obce
- Raszków gmina Radkow
- Suszyna gmina Radkow

## Galerie

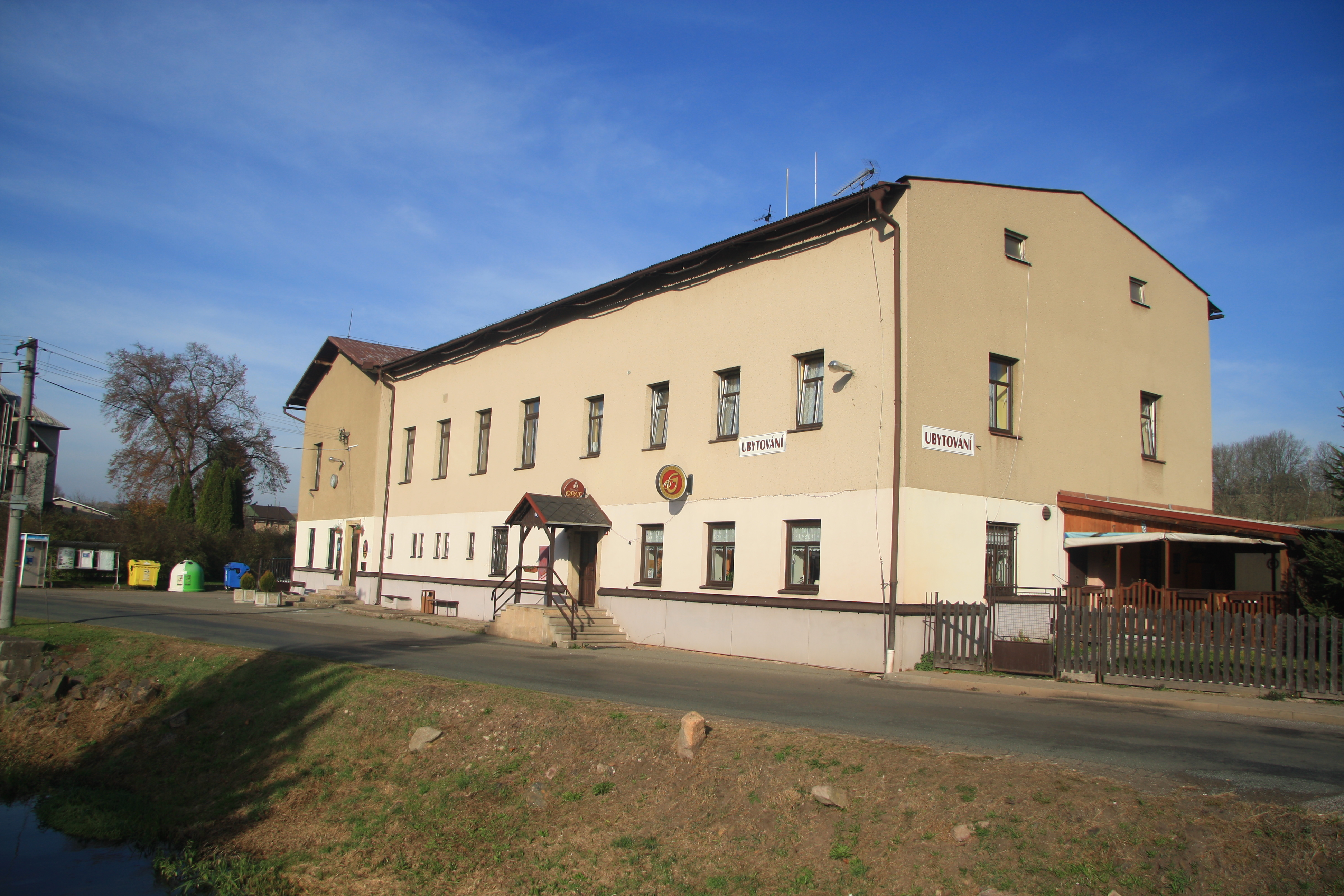
Obecní úřad
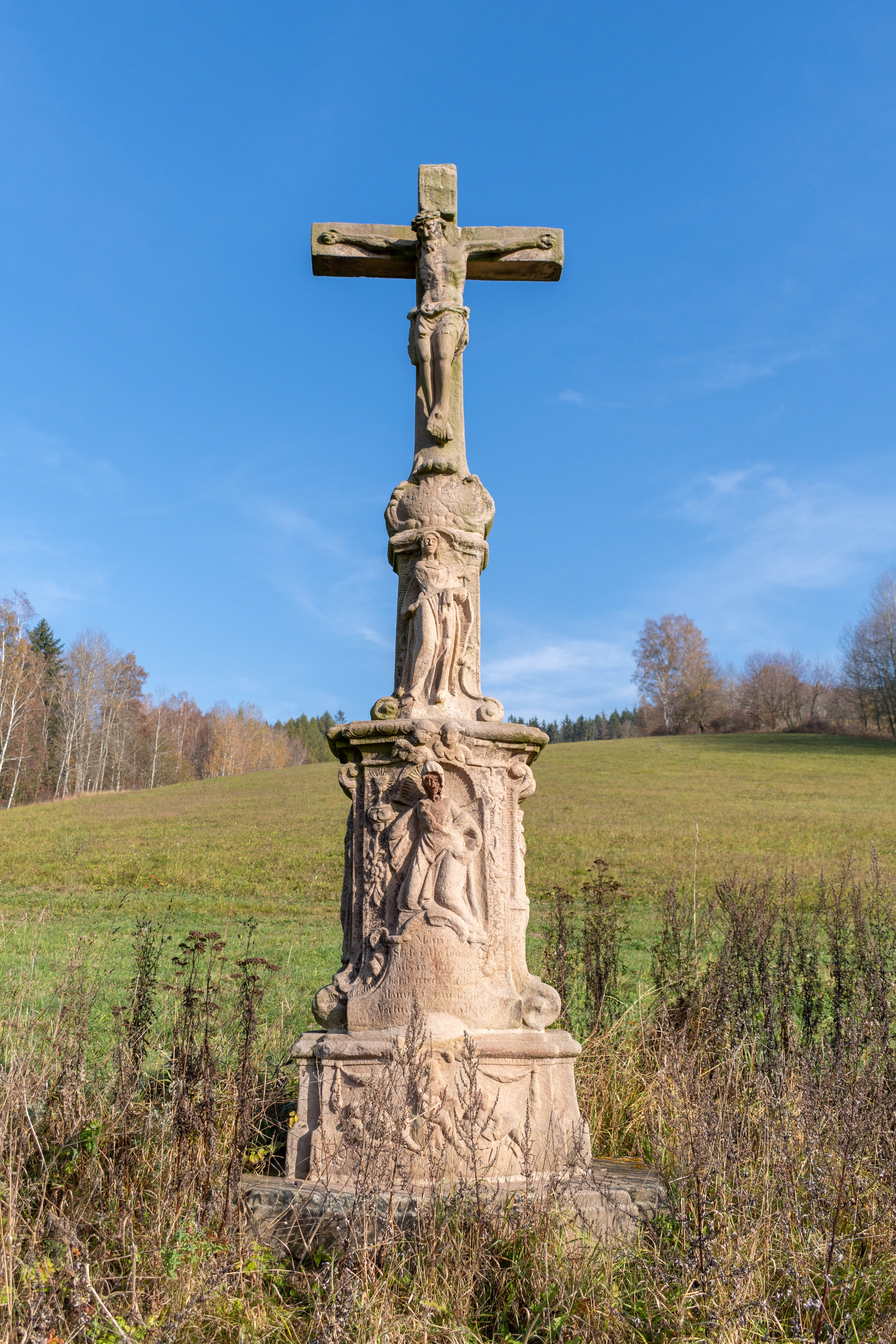
Kříž za železniční zastávkou
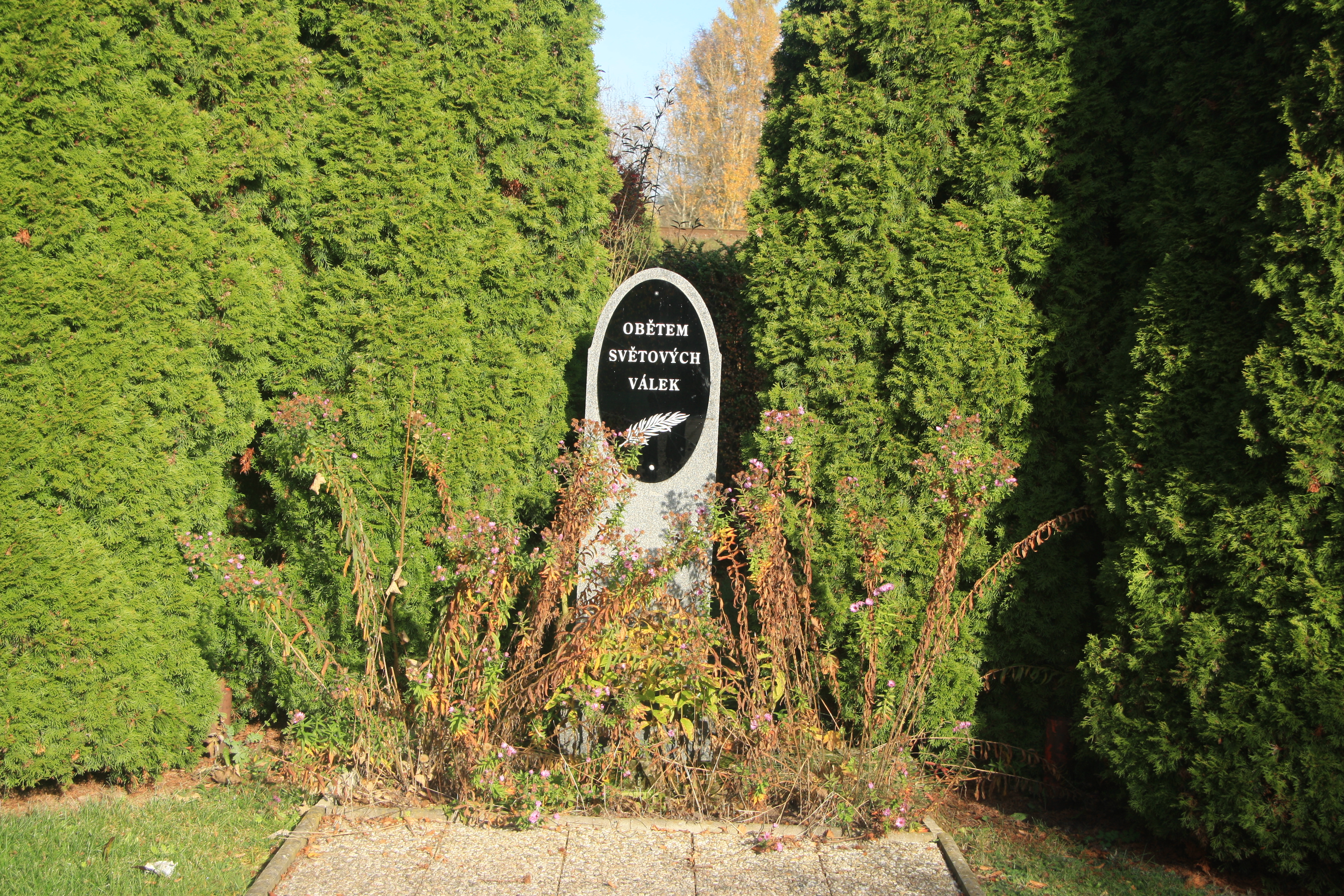
Pomník obětem světových válek
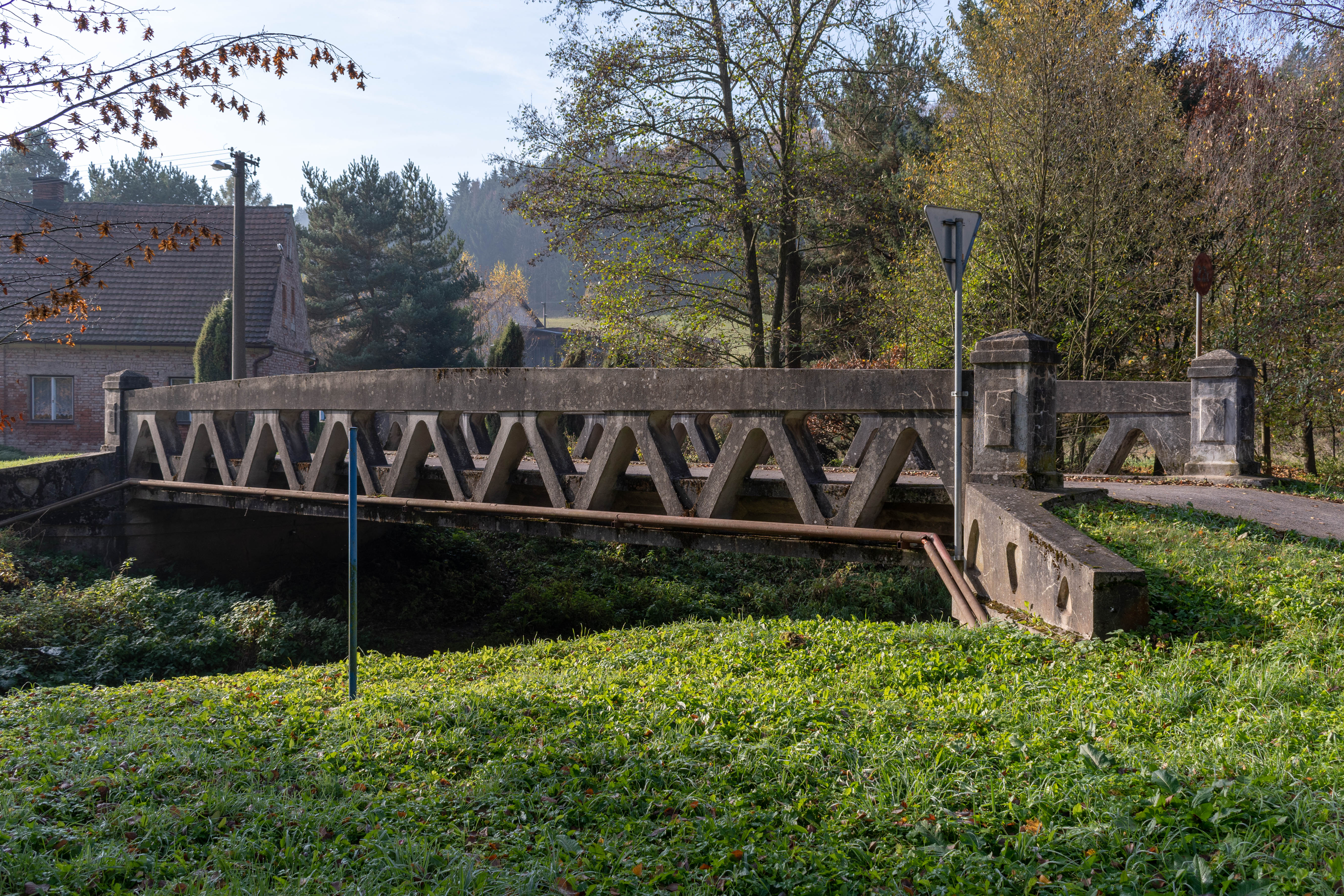
Most přes Stěnavu